# Camerun
Republica Camerun este o republică unitară din Africa centrală. Se mărginește cu Nigeria, Ciad, Republica Centrafricană, Republica Congo, Gabon, Guineea Ecuatorială și Golful Guineei. Inițial o colonie germană, a fost împărțită după primul război mondial între francezi și britanici. În 1960, Camerunul francez a devenit o republică independentă, unindu-se cu partea sudică a Camerunului britanic în 1961 pentru a forma Republica Federală a Camerunului. A fost redenumită Republica Unită a Camerunului în 1972, și Republica Camerun în 1984. Față de alte state africane, Camerunul se bucură de o relativă stabilitate politică și socială, permițând dezvoltarea agriculturii, drumurilor și căilor ferate, precum și a unei puternice industrii petroliere. În ciuda unor reforme politice, puterea rămâne totuși în mâinile unei oligarhii etnice.

## Istorie
Articol principal: Istoria Camerunului
Primii locuitori ai Camerunului au fost pigmeii Baka. Ei au fost aproape în totalitate înlocuiți și absorbiți de triburile Bantu în timpul migrațiilor Bantu.
Primul contact cu europenii, cu portughezii, a avut loc în secolul al 16-lea, dar aceștia nu s-au stabilit în regiune. Portughezii au dat totuși viitoarei țări numele pe care urma să-l poarte. Exporatorii pe râul Sanaga au observat abundența crevetelor, dând regiunii numele de camarão, cuvântul portughez pentru crevetă. Primele așezări coloniale au apărut la sfârșitul anilor 1870, când Imperiul German devenea o putere europeană importantă. După înfrângerea Germaniei în primul război mondial, Camerun a fost împărțit sub mandatul Ligii națiunilor între Camerunul francez și Cameroons-urile britanice în 1919.
În 1960, Camerunul francez și-a declarat independența, devenind republica Camerun. În 1961 i s-a alăturat partea sudică a Camerunului britanic. Restul Camerunului britanic a fost încorporat în Nigeria. Noul guvern de coaliție a fost condus de Ahmadou Ahidjo, care a anihilat grupurile rebele rămase dinainte de câștigarea independenței.
Ahidjo s-a retras în 1982 și a fost înlocuit de actualul președinte, Paul Biya. Acesta a câștigat numeroase alegeri, deși s-au semnalat unele neregularități în cadrul acestora.

## Politică
Articol principal: Politica Camerunului

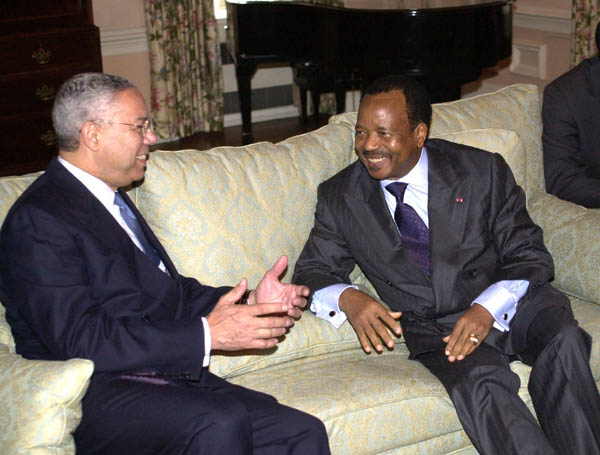
Președintele camerunez Paul Biya (dreapta)

Președintele Camerunului deține puterea executivă în cadrul guvernului. Această prevedere face parte din amendamentele aduse în 1996 constituției, care au fost inițial scrise în 1972. Președintele deține o gamă largă de puteri, pe care le poate exercita fără consultarea parlamentului. Camerun este un membru al Commonwealth.
Parlamentul este format din 180 de delegați și se întrunește de trei ori pe an. Principala atribuție a sa este de a emite legi, dar rareori a blocat sau schimbat vreo lege.
Puterea judecătorească este subordonată Ministerului de Justiție. Curtea Supremă poate revizui constituționalitatea unei legi, la cererea președintelui.

## Împărțirea administrativă

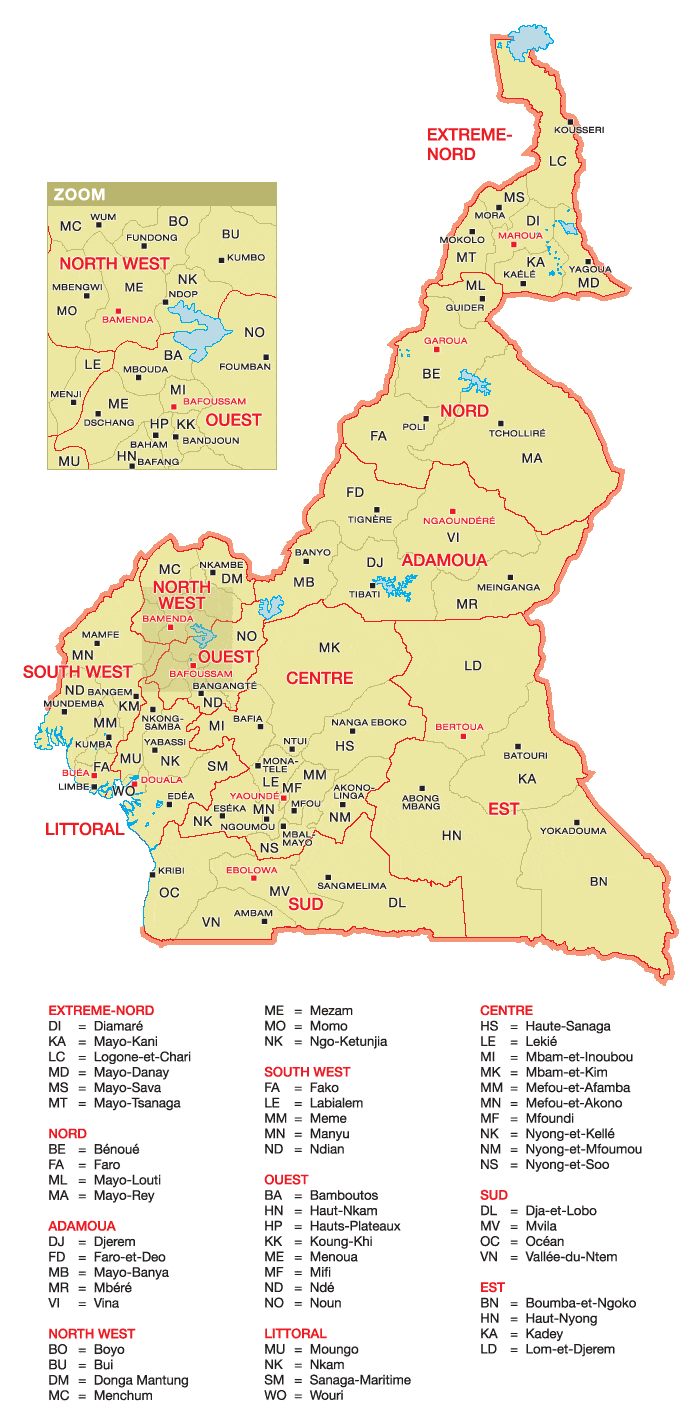
Împărțirea administrativă.

Articol principal: Împărțirea administrativă a Camerunului
Camerunul e împărțit în 10 provincii: 
- Provincia Adamawa (Adamaoua)
- Provincia Centrală(Centre Province) (Centre)
- Provincia Est (East Province)(Est)
- Provincia Nordul extrem (Extreme North Province) (Extreme-Nord)
- Provincia Littoral(Littoral Province) (Littoral)
- Provincia Nord (North Province) (Nord)
- Provincia Nordvest (Northwest Province) (Nord-Ouest)
- Provincia Vest (West Province) (Ouest)
- Provincia Sud (South Province) (Sud)
- Provincia Sudvest (Southwest Province) (Sud-Ouest)

## Geografie
Articol principal: Geografia Camerunului
Localizare: Africa de Vest, cu deschidere la Golful Biafra, între Guineea ecuatorială și Nigeria
Coordonate geografice: 6° N 12° E
Suprafața:

Total: 475 440 km²

Uscat: 469 440 km²

Apă: 6 000 km²
Camerunul poate fi împărțit în cinci zone geografice. Acestea sunt deosebite de caracteristici diferite legate de relief, climă și vegetație.

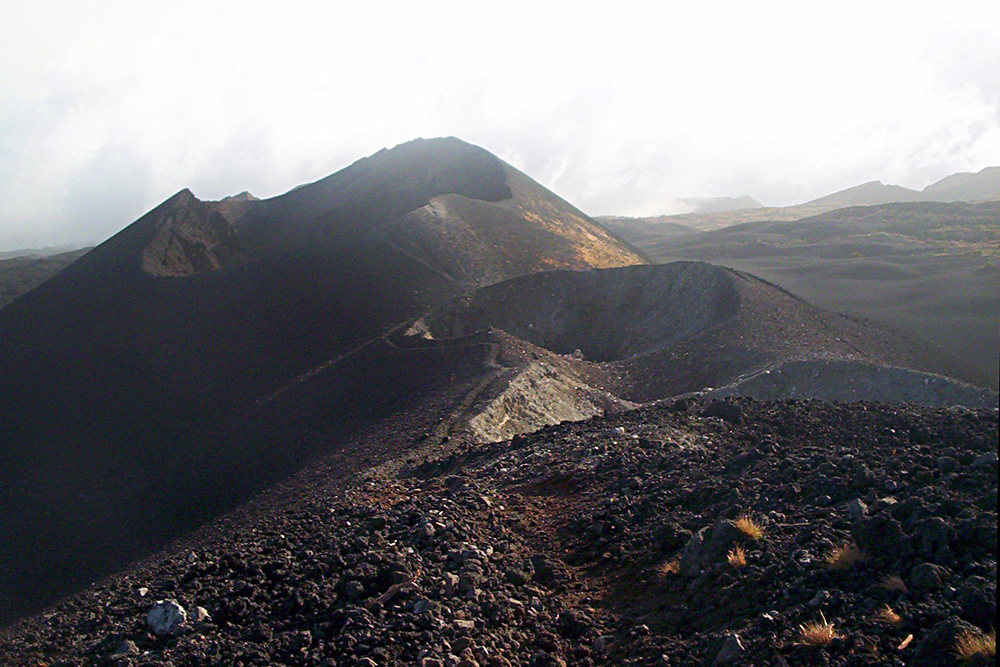
Craterele de pe Muntele Camerun

### Regiuni naturale
Câmpia de coastă a Camerunului se întinde pe 15–80 km în interior de la Golful Guineii (Oceanul Atlantic) până la marginea unui platou. Muntele Camerun ajunge însă în zona de vest până aproape de mare. Regiunea de coastă, extrem de călduroasă și de umedă, include câteva dintre cele mai umede locuri de pe planetă. Spre exemplu, Debuncha, la baza Muntelui Camerun, înregistrează precipitații anuale de 10 000 mm. Câmpia este puternic împădurită.
Platoul sudic jos, ridicându-se din câmpia de coastă, este dominat de păduri tropicale și are o altitudine medie de 450–600 m. Este mai puțin umed decât coasta.
În Camerunul de vest se află un lanț neregulat de munți, dealuri și platouri care ajung de la Muntele Camerun până în apropiere de lacul Ciad, în vârful nordic al țării. Această regiune se bucură de un climat plăcut, și conține câteva din cele mai feritle soluri ale țării, mai ales în zona Muntelui Camerun.
Din platoul împădurit se ridică către nord dealurile ierboase și accidentate Adamaoua (Adamawa). Întinzându-se peste Camerun din zona muntoasă vestică, Adamaoua formează o barieră între sud și nord. Altitudinea medie este de 1 035 m, iar climatul este relativ plăcut.
Câmpia de savană din nord cuprinde teritoriul de la marginea dealurilor Adamaoua la Lacul Ciad. Vegetația caracteristică e formată din tufișuri și ierburi. Precipitațiile sunt puține, iar temperaturile ridicate.

### Ape
Țara are patru suprafețe de drenare. În sud râurile principale, Wouri, Sanaga, Nyong și Ntem-—curg spre sud-vest sau spre vest direct în Golful Guineii. Râurile Dja și Kadei, se varsă spre sud-est, în râul Congo. În nordul Camerunului, râul Benoué (Benue) curge la nord și vest, vărsându-se în cele din urmă în Niger, în timp ce Logone curge spre nord în Lacul Ciad.
Doar o parte a Lacului Ciad aparține Camerunului. Restul aparține Ciadului, Nigeriei și Nigerului. Suprafața lacului variază în funcție de precipitațiile de sezon.
Prin lacul Nyos, situat în craterul unui vulcan, în anul 1986 a avut loc o emanație de 1,6 milioane de tone de bioxid de carbon, care a produs numeroase victime omenești și din lumea animală.

### Resurse naturale

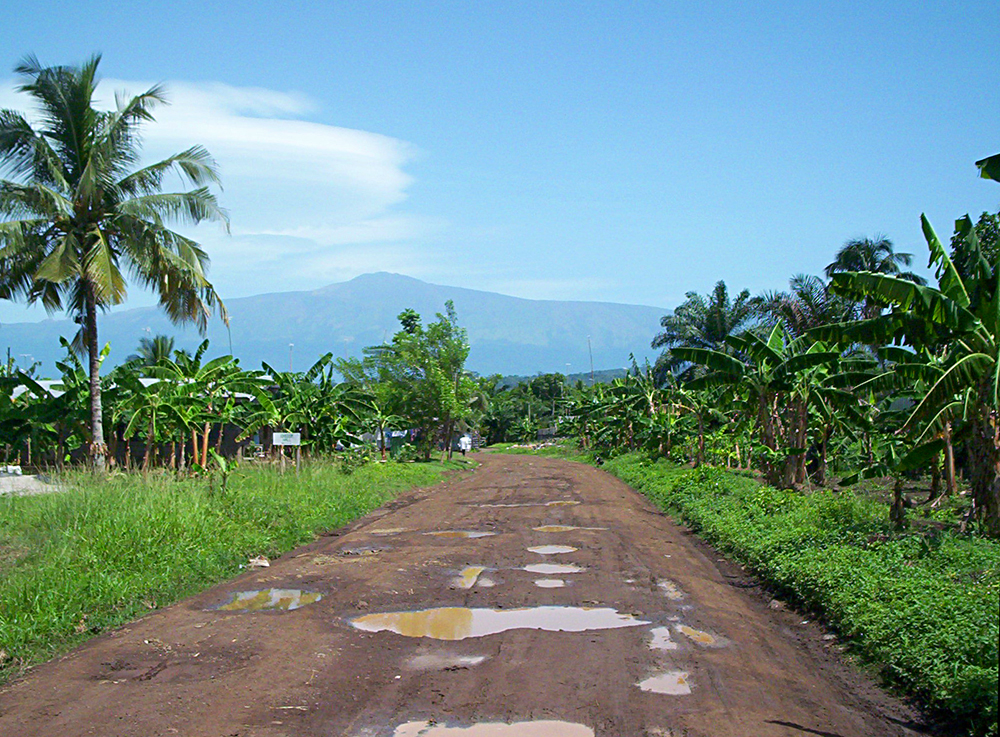
Tiko, Provincia Sudvest

În general, resursele naturale ale Camerunului sunt mai degrabă potrivite agriculturii și industriei forestiere decât industriei. Solurile și climatul din sud încurajează cultivarea extensivă a culturilor de cacao, cafea și banane. În nord, condițiile naturale favorizează culturile de bumbac și arahide. Pădurea tropicală dinspre sud are mari rezerve de cherestea, dar accesul este limitat.
Râurile din sud sunt presărate cu cascade, dar aceste locuri oferă oportunități pentru construcția de hidrocentrale. Estuarul râului Wouri este un port natural pentru principalul oraș al țării, Douala. În nord, râul Benoué e navigabil sezonier de la Garoua până la granița cu Nigeria.
Pe platofrma continentală se găsesc petrol și gaze naturale, iar în sud, în apropiere de coastă, se găsește minereu de fier. Camerunul de nord are mari depozite de bauxită și calcar.
Vezi și Lista orașelor din Camerun.

## Economie
Articol principal: Economia Camerunului

Timp de un sfert de secol după obținerea independenței, Camerunul a fost una dintre cele mai prospere țări din Africa. Scăderea prețului mărfurilor pentru principalele produse de export — petrol, cacao, cafea și bumbac — la mijlocul anilor '80 împreună cu o monedă supraevaluată și cu um management economic defectuos au dus la o recesiune de un deceniu. PIB pe cap de locuitor a scâzut cu peste 60% între 1986 și 1994. Deficitele fiscale și de cont curent au crescut, la fel și datoria externă. Cu toate acestea, datorită resurselor sale de petrol și condițiilor agricole favorabile, Camerun are în continuare una dintre cele mai puternice economii din Africa subsahariană.

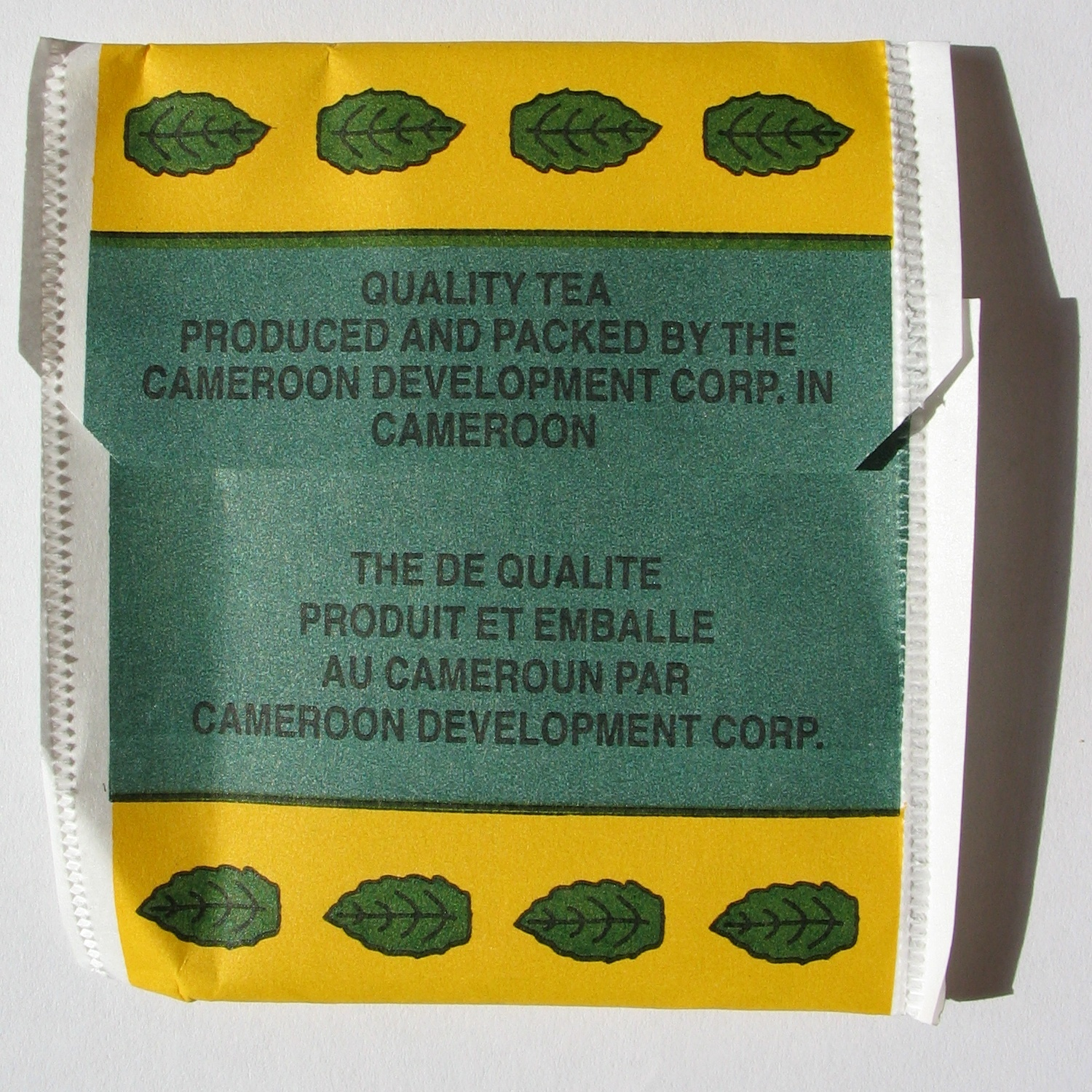
pliculeț de ceai din Camerun

În ciuda unei urbanizări accelerate, cea mai importantă activitate economică în Camerun rămâne agricultura de subzistență, care antrenează practic întreaga populație rurală.

## Demografie
Articol principal: Demografia Camerunului
Profilul demografic al Camerunului este format de circa 250 de grupuri etnice distincte, care ar putea fi clasificate în cinci mari grupuri regional-culturale:
- dealurile de vest (Semi-Bantu), incluzând aici grupurile Bamileke, Bamun (sau Bamoun), și numeroase grupuri Tikar mai mici în nord-vest (est. 38% din totalul populației);
- popoarele din pădurea tropicală de coastă, incluzând Bassa, Duala (sau Douala), și multe alte grupuri mai mici în sud-vest (12%);
- popoarele din pădurea tropicală de sud, incluzând Beti-Pahuin, Bulu (un subgrup al Beti-Pahuin), Fang (un subgrup al Beti-Pahuin), Maka-Njem, și pigmeii Baka (18%);
- popoarele predominant islamice din regiunile nordice semi-aride (Sahel) și podișul central, incluzând Fulani (sau Peuhl în franceză) (14%); și
- "Kirdi", popoare ne-islamice sau recent islamizate din deșertul de nord și podișul central (18%).

## Cultură
Articol principal: Cultura Camerunului
Triburile Kirdi și Matakam din munții de vest produc ceramică deosebită. Măștile triburilor Bali, care reprezintă capete de elefanți, sunt utilizate în ceremonii pentru morți, iar statuetele triburilor Bamileke reprezintă figuri umane și animale. Poporul Tikar este cunoscut pentru pipele lor frumos decorate, tribul Ngoutou pentru măștile cu două fețe iar tribul Bamum pentru măștile zâmbitoare.
L'Institut Français d'Afrique Noire (Institutul francez al Africii negre) are o bibliotecă la Douala care este specializată în sociologia, etnologia și istoria Africii. Muzeele Diamare și Maroua au colecții antropologice legate de poporul sudanez iar Muzeul Camerunului din Douala are exponate din preistorie și istorie naturală.
Printre organizațiile culturale se numără Asociația Culturală Cameruneză, Societatea Culturală Cameruneză și Centrul Lingvistic și Cultural Federal. Există de asemenea numerose asociații ale femeilor, tinerilor și asociații sportive.
Între sărbătorile mobile se numără:
Creștine: Vinerea Mare, Duminica Paștelui, și Lunea Paștelui
Musulmane: 'Id al-Fitr și 'Id al-Adha
| Date         | Numele în română             |
| ------------ | ---------------------------- |
| 1 ianuarie   | Anul Nou                     |
| 11 februarie | Ziua națională a tineretului |
| 1 mai        | Ziua muncii                  |
| 20 mai       | Ziua națională               |
| 15 august    | Fecioara Maria               |
| 25 decembrie | Crăciun                      |

1. ↑  , Banca Mondială https://data.worldbank.org/indicator/NY.GDP.MKTP.CD, accesat în 26 august 2023 Lipsește sau este vid: |title= (ajutor)